# Georgi Chlebarow
Georgi Stefanow Chlebarow (* 6. Dezember 1886 in Stara Sagora; † 30. März 1968 in Sofia) war ein bulgarischer Tierzüchter.

## Leben
Chlebarow studierte zunächst Landwirtschaft in Halle (Saale) und dann Tierzucht in Berlin und Halle. Von 1936 bis 1942 war er Direktor des Zentralen Tierforschungsinstituts in Sofia. Er war Mitglied der Bulgarischen Akademie der Wissenschaften.
In seinen wissenschaftlichen Arbeiten befasste er sich mit der Erforschung und Züchtung heimischer Tierrassen für die bulgarische Landwirtschaft.